# Ein Käfer im Ameisenhaufen
Ein Käfer im Ameisenhaufen (russisch Жук в муравейнике Schuk w muraweinike) ist ein Science-Fiction-Roman von Arkadi und Boris Strugazki. Er erschien 1979 im Original in russischer Sprache und stellt als Nachfolger von Die bewohnte Insel  den zweiten Teil der dreiteiligen Maxim-Kammerer-Reihe dar.

## Inhalt
Der mittlerweile 40-jährige Maxim Kammerer – ehemals „freier Sucher“ (Aufspüren fremder Zivilisationen im Weltall) und danach „Progressor“ (eine Art Entwicklungshelfer für fremde Zivilisationen) – arbeitet in der „KomKon2“, einer Organisation, die für die Sicherheit der Erde zuständig ist. In einer Zeit, in der die Erde sich zu einem sozialistischen Utopia entwickelt hat, sind Raub, Diebstahl und Mord unbekannt. Gefahr droht Leib und Leben der Bewohner dieser fiktiven Zukunft nur aus den Konsequenzen menschlicher Experimente oder den Einwirkungen fremder Rassen. Daher arbeitet Maxim hauptsächlich mit Wissenschaftlern und Experten für außerirdische Zivilisationen zusammen. Sein aktueller Auftrag, von dem der Roman erzählt, besteht darin, den Progressor Lew Albakin zu finden. Dieser ist nach einem Zwischenfall auf dem „Sarraksch“, bei dem ein anderer Progressor ums Leben kam, auf der Erde untergetaucht, ohne sich bei seinen Vorgesetzten zu melden. Bei der Untersuchung des Falls erfährt Maxim, dass das mysteriöse, außerirdische Volk der „Wanderer“ vor 40.000 Jahren dreizehn menschliche „Findelkinder“ erzeugt und in einem technischen „Sarkophag“ als Embryonen eingelagert hat. Diese wurden ohne erkennbaren Grund aktiv und wuchsen zu Erwachsenen heran, darunter auch Albakin. Die „Findelkinder“ gleichen normalen Menschen vollkommen; es ist aber unklar, in welcher Absicht sie geschaffen wurden. Da Maxims Vorgesetzter Sikorsky fürchtet, Albakin könne der Menschheit Schaden zufügen, tötet er Albakin mit einer Schusswaffe.

### Stil
Im Vergleich mit dem zehn Jahre zuvor erschienenen Roman Die bewohnte Insel ist in diesem Roman ein klarer Unterschied zu vernehmen. Die Handlung ist distanzierter, entfernter von der Hauptfigur Maxim Kammerer. Nicht zuletzt auch deshalb, weil hier zahlreiche Personen und Umstände auf das Handeln Kammerers Einfluss nehmen. Der typische Erzählstil der Strugazkis entspricht eher diesem Buch als seinem Vorgänger, es ist tendenziell näher am 1972 erschienenen Picknick am Wegesrand. Dennoch erfährt der Leser hier mehr als in anderen Erzählungen der Strugazkis, die es immer wieder verstanden, große Teile der Handlung nur im Kopf der Leser stattfinden zu lassen. So wird beispielsweise das Handeln der Nebenfiguren durch ihre Erfahrungen in der Vergangenheit befriedigend erklärt. Auch die Besonderheiten der Gegenwart des Romans werden umfangreich und schlüssig dargelegt, so werden die technische Entwicklung und die Möglichkeiten der intergalaktischen Gemeinschaft erläutert. Die Folgen des bestimmten Experiments treten allerdings nur als MacGuffin in Erscheinung, mögliche Folgen sind der Fantasie des Lesers überlassen.

## Die Wanderer
Erstmals dreht sich in Ein Käfer im Ameisenhaufen der Kern der Handlung um das Volk der Wanderer. Die Wanderer sind ein interstellar agierendes Volk, über das noch so gut wie nichts bekannt ist. Letzten Endes ist es sogar ungewiss, ob sie überhaupt noch existieren – über spezielle Relikte, die alle mit demselben Metall ausgekleidet sind, kam die Menschheit zum Schluss, dass eine Rasse existierte, die über weitaus größere technische Möglichkeiten verfügte als der Mensch und alle ihm bekannte Rassen. Die Ziele der Wanderer bleiben dabei genauso im Unklaren wie ihre Motivation für die vermutete Manipulation der Menschheit. Die Wanderer sind wiederholt ein Motiv der Strugazkis in ihren Büchern. Auch das Experiment, das in dem Roman schließlich zum bedrohlichen Faktor wird, wurde von den Wanderern angestoßen. Die Menschheit ist nur der ausführende Sklave ihrer eigenen Neugier. Hier zeigt sich ein weiteres Mal das klassische Element vieler Strugazki-Erzählungen: der Mensch als Untertan seiner selbst, und Neugier und Drang zu allem Neuen und vermeintlich Besseren als Hauptmotive für Wagnisse und Risiken.

## Ausgaben
- Erschienen in deutscher Sprache im Übergrenzen Verlag, 1983, übersetzt von Erik Simon mit einem ausführlichen Nachwort von Erik Simon, Hardcover, ISBN 3-922978-94-0 (Lizenz-Ausgabe des Verlages Das Neue Berlin, der das Buch ein Jahr später in der DDR herausbrachte)

## Hörspielbearbeitung
- Es existiert eine Hörspielfassung mit den Sprechern Peter Lieck, Ernst F. Fürbringer, Gottfried John, Barbara Freier u. a. aus dem Jahr 1986. Arkadij Strugatzkij/Boris Strugatzkij: Ein Käfer im Ameisenhaufen  Aus dem Russischen von Erik Simon. Bearbeitung und Regie: Bernd Lau. BR/HR 1986, Länge: 87'06.
- Eine vollständige Version der gesamten Trilogie erschien 2010 als erster Band der Gesammelten Werke im Heyne Verlag, von Erik Simon überarbeitet und ergänzt, mit einem Vorwort von Dmitri Gluchowski und zahlreichen Anmerkungen. ISBN 978-3-453-52630-3
- Parallel dazu erscheint eine ledergebundene Luxusausgabe derselben Edition in limitierter Auflage im Golkonda-Verlag. ISBN 978-3-942396-06-6